# 俄国社会民主工党第三次代表大会
俄国社会民主工党第三次代表大会（俄语：Третий съезд РСДРП），即事实上的苏共三大，于1905年4月25日至5月10日（儒略历4月12日至27日）在英国伦敦举行。此次会议极为保密，至今已无法考究其在伦敦的具体开会地址。

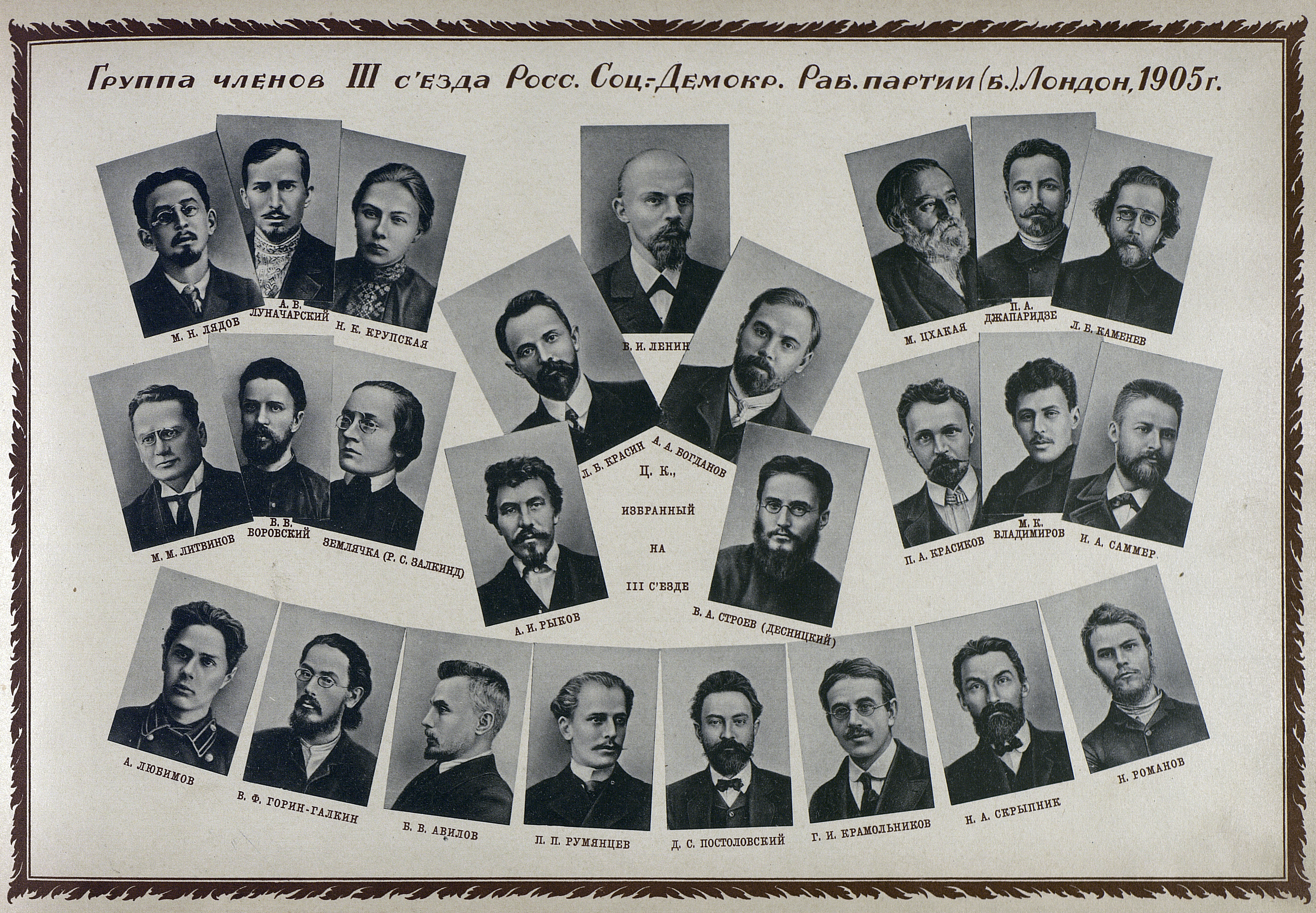
参会人员

孟什维克委员会于1905年2月7日发起抵制这次代表大会、并将列宁开除出党的投票。两天后，这个委员会11名成员中有9人被捕。
此次代表大会是布尔什维克为主的代表大会，仅有少数孟什维克出席。孟什维克则在日内瓦另外举行代表大会。列昂尼德·克拉辛和亚历山大·波格丹诺夫被选为中央委员会委员。
除了常规议题之外，1905年俄国革命的问题也被讨论。列宁希望党在日俄战争中支持日本（约瑟夫·毕苏斯基用了同样的战略）。
此次会议决定将中央委员会和党报编辑部搬到俄国，以迫使列宁回到俄国。最终，列宁在同年的11月回到俄国。12月，俄国社会民主工党在芬兰坦佩雷召开会议，在这次会议上列宁和斯大林首次见面。